# Sin With Sebastian
Sin With Sebastian (с англ. Грех с Себастьяном) — сценический псевдоним немецкого музыканта и композитора Себастьяна Рота (нем. Sebastian Roth, родившегося в 1971 году в городе Нойштадте), известного также как Зеб (Zeb).
Sin With Sebastian стал популярным в 1995 году, когда вышел его сингл «Shut Up (And Sleep With Me)», возглавивший чарты Испании, Австрии, Финляндии, Мексики, вошедший в первые десятки многих европейских хит-парадов, а также в танцевальные списки «Биллборда». В Германии сингл стал дважды «золотым» и был номинирован на Echo Awards.
С 1995 по 1997 год Sin With Sebastian (как дуэт: вместе с Зебом пела вокалистка по имени Jenny Viola Offen (Steve)  ) выпустили три сингла и студийный альбом «Golden Boy» (1995), заглавный трек которого стал хитом в Бельгии и Финляндии (#4). Затем Sin With Sebastian исчез с музыкальной арены; он вернулся в 2007 с новым синглом «Fuck you (I Am in Love)», а в 2008 выпустил второй альбом «Punk Pop! EP» (2008). В работе над альбомом принимал участие также Том (гитара), присоединившийся к Роту в 2004 году; поскольку Стив перешла в ранг бэк-вокалистки, Sin With Sebastian вновь считаются дуэтом.
В 2010 году он выпустил ещё один альбом - "Pop-Punk! 2" и переехал в Берлин.

## Синглы
- «Shut Up (and Sleep with Me)» (1995)
- «Shut Up (and Sleep with Me)» (remixes) (1996)
- «Golden Boy» (1996)
- «He Belongs to Me» (Duet with Marianne Rosenberg) (1997)
- «Fuck you (I Am in Love)» 2007
- «Fuck you (I Am in Love)» Remixes 2007
- «That's all (I'm not satisfied)» (2010)
- «Wake up (be good to me)» with Dolly Buster (2011)

## Альбомы
- Golden Boy (1995)
- Punk Pop! EP (2008)
- Punk Pop! EP 2 (2010)